# Braintree
Braintree – miasto w Wielkiej Brytanii, w Anglii, w regionie East of England, w hrabstwie Essex, w dystrykcie Braintree. W 2001 roku miasto liczyło 42 393 mieszkańców.
Braintree jest wspomniana w Domesday Book (1086) jako Branchetreu.
W tym mieście ma swą siedzibę klub piłkarski - Braintree Town FC.
Z miasteczka pochodzą członkowie grupy The Prodigy w tym założyciel i główny kompozytor Liam Paris Howlett